# Onycholobus fuscus
Onycholobus fuscus är en kackerlacksart som beskrevs av Hanitsch 1938. Onycholobus fuscus ingår i släktet Onycholobus och familjen småkackerlackor. Inga underarter finns listade i Catalogue of Life.